# Karl-Theodor Kalveram
Karl-Theodor Kalveram (* 12. Februar 1935 in Hamborn; † 16. Oktober 2019 in Darmstadt) war ein deutscher Psychologe und emeritierter Professor der Heinrich-Heine-Universität Düsseldorf.

## Leben
Er stammte aus einer Beamtenfamilie. Von 1941 an besuchte er Volksschulen in Hamborn, Bürgeln bei Marburg, Sigmaringen und Laucherthal (heute Sigmaringendorf); ab Ostern 1946 ging er auf die Leibniz-Schule Hamborn und legte 1954 dort sein Abitur ab. Er studierte von 1954 bis 1965 Mathematik, Physik und Psychologie an der Rheinischen Friedrich-Wilhelms-Universität Bonn und an der Philipps-Universität Marburg. 1963 legte er die Staatsexamina in den Fächern Mathematik und Physik ab und 1965 die Diplom-Hauptprüfung in Psychologie in Marburg.
1968 promovierte er hier auch zum Dr. rer. nat. (Dissertationsthema: Faktorenanalyse und Selektion). Im gleichen Jahr wurde er zum Wissenschaftlichen Assistenten am Institut für Psychologie ernannt; 1970 folgte die Ernennung zum Wissenschaftlichen Rat und Professor und 1971 zum ordentlichen Professor an der Universität Marburg. 1979 wurde er von der Heinrich-Heine-Universität Düsseldorf (HHU) auf den Lehrstuhl für Allgemeine Psychologie am Institut für Experimentelle Psychologie berufen. Seine Emeritierung fand im Jahr 2000 statt. Auch danach arbeitete er als Wissenschaftler weiter, zuerst forschte und publizierte noch in Düsseldorf, dann von 2004 bis 2010 an der Friedrich-Schiller-Universität Jena und ab 2012 bis zu seinem Tod an der Technischen Universität Darmstadt.

## Werk
Seine Forschungsgebiete sind der experimentellen Psychologie und der Kognitiven Neurowissenschaft zuzurechnen. Die Themen waren weit gestreut und reichten vom Werkzeuggebrauch über Lokomotion, Lärmforschung, Mensch-Roboter-Kooperation bis hin zum Stottern. Er war einer der ersten Forscher in der Psychologie, der sich intensiv mit kybernetischen Fragestellungen beschäftigte und damit Grundlagen für das Thema der Künstlichen Intelligenz schuf. Seine Forschungsprojekte wurden von der DFG gefördert.

## Ehrungen/Positionen
- 1972/73: Dekan des Fachbereichs 04 Psychologie der Universität Marburg

## Privates
Er war verheiratet mit Birte Kalveram.

## Publikationen (Auswahl)
Monografien
- Wie das Individuum mit seiner Umwelt interagiert: psychologische, biologische und kybernetische Betrachtungen über die Funktion von Verhalten. Lengerich Verlag, Berlin 1998, ISBN 978-3-933151-35-3.
- Mit Manfred Ritter: Die Ausbildung von Bezugssystemen bei der Bewegungswahrnehmung. Fachbereich Psychologie der Philipps-Universität Marburg, Marburg 1978.
- Mit Ferdinand Merz; Volker Riegels: Einfluss von Pausen auf die Leistung bei Steuertätigkeiten. Hug Verlag, Wilhelmshaven 1973.
- Das Marburger System: Teil 1, Das Digital-System; Teil 2., Das Analog-System. Berichte aus dem Fachbereich Psychologie der Philipps-Universität, Marburg 1975, Bericht Nr. 44.

Zeitschriftenartikel
- Mit Mareike Flögel; Oliver Christ; Joachim Vogt: Application of the rubber hand illusion paradigm: comparison between upper and lower limbs. In:  Psychological Research, 2015
- Mit Andre Seyfarth; Sten Grimmer; Daniel Häufle: Can Robots Help to Understand Human Locomotion? In: Automatisierungstechnik, 2012, 60 (11), S. 653–661.
- Mit Daniel F. B. Haeufle; André Seyfarth; Sten Grimmer: Energy management that generates terrain following versus apex-preserving hopping in man and machine. In: Biol. Cybern. 2012, 106(1), S. 1–13.
- Mit Daniel Häufle, Andre Seyfarth; Sten Grimmer: Energy management that generates terrain following versus apex-preserving hopping in man and machine. In: Biological Cybernetics, 2012, 106 (1), S. 1–13.
- Mit Stefanie Richter; Petra Jansen-Osmann; Jürgen Konczak: Motor adaptation to different dynamic environments is facilitated by indicative context stimuli. In: Psychological research, 2004, 68 (4), S. 245–251.
- Mit P. Jansen-Osmann; S. Richter; J. Konczak: Force adaptation transfers to untrained workspace regions in children: evidence for developing inverse dynamic motor models. In: Experimental Brain Ressearch, 2002, 143 (2), S. 212–20.
- Die Sensomotorik des Sprechens und Stotterns: Stotterforschung an der Heinrich-Heine-Universität Düsseldorf. In: Sprache, Stimme, Gehör, 2001, 25 (3), S. 100–109.
- The formation of reference systems in visual motion perception. In: Psychological Research, 1979, 40 (4), S. 397–405.
- Über Tremor bei Bewegungen. In: European Journal of Applied Physiology, 1977, 36 (2), S. 81–91.